# Kayadu Lohar
Kayadu Lohar (assamesisch কায়াডু লোহাৰ; * 11. April 2000 in Tezpur) ist eine indische Schauspielerin.

## Leben und Karriere
Lohar wurde am 11. April 2000 in Tezpur geboren. Sie hat einen Abschluss in Handelswissenschaften. Ihr Debüt gab sie 2021 in dem Film Mugilpete. Anschließend war sie 2022 in Pathonpatham Noottandu zu sehen. Im selben bekam sie in Alluri eine Hauptrolle. Außerdem spielte Lohar 2023 in I Prem U mit. 2025 wurde sie für den Film Dragon gecastet.
Außerdem gewann sie die 12. Staffel von India's Everyuth Fresh Face.

## Filmografie
- 2021: Mugilpete
- 2022: Pathonpatham Noottandu
- 2022: Alluri
- 2023: I Prem U
- 2025: Oru Jaathi Jathakam
- 2025: Dragon